# Miguel Rossetto
Miguel Soldatelli Rossetto (São Leopoldo, 4 de mayo de 1960) es un político y sindicalista brasileño. Fue ministro del Desarrollo Agrario en los gobiernos de los presidentes Lula da Silva y Dilma Rousseff. En este último, dejó el cargo para formar parte de la coordinación de la campaña para la reelección de la presidenta.

## Biografía
Formado en Ciencias Sociales por la Universidad de Vale do Rio dos Sinos (Unisinos), se inició en la política a finales de los años 70, en el Sindicato de los Metalúrgicos de São Leopoldo, concursando como primer candidato a presidente en una lista de la oposición. Participó en el movimiento que fundó el Partido de los Trabajadores y formó parte de la primera ejecutiva provincial del partido.
En 1982, fue candidato a diputado provincial, pero solamente en 1996 conquistó un cargo eletivo, lo de diputado federal. Fue aún presidente del Sindicato de los Trabajadores en las Industrias del Polo Petroquímico de Triunfo, de 1986 a 1992. Integró aún la ejecutiva provincial de la Central Única de los Trabajadores del Río Grande del Sur y de la CUT Nacional.
En 1998, fue elegido vicegobernador, en la chapa encabezada por Olívio Dutra. En 1 de enero de 2003, después de ser derrotado en la búsqueda por la reelección en el pleito de 2002, esta vez con Tarso Genro encabezando la chapa, fue nombrado por el presidente Luiz Inácio Lula de Silva para el cargo de ministro del Desarrollo Agrario. En 2006, él intentó una vacante en Senado Federal, pero a pesar de haber superado todas las expectativas, acabó perdiendo el cargo para Pedro Simon.
En 17 de marzo de 2014, asumió nuevamente como ministro del Desarrollo Agrario, ahora en el gobierno de Dilma Rousseff. Dejó el cargo en 8 de septiembre del mismo año, para formar parte de la coordinación de la campaña para la reelección de la presidenta.

## Secretaría General de la Presidencia
En 29 de diciembre de 2014 fue confirmado como el nuevo ministro de la Secretaría General de la Presidencia del Segundo Gabinete de Dilma Rousseff. Con la reforma ministerial del 2 de octubre fue transferido para el Ministerio del Trabajo y Seguridad Social.